# Analele Putnei
Analele Putnei este revista Centrului de Cercetare și Documentare "Ștefan cel Mare" al Sfintei Mănăstiri Putna. Ea publică studii, articole, note, însemnări, documente, recenzii, note bibliografice referitoare la epoca lui Ștefan cel Mare și la istoria Mănăstirii Putna.
Redacția este alcătuită din: Arhim. Melchisedec, Ierom. Marcu, Ierom. Dosoftei, Mon. Iachint, Mon. Alexie, Mon. Timotei, Ștefan S. Gorovei și Maria Magdalena Szekely.
Până în prezent au apărut: anul I, 2005, nr. 1 (168 p.); anul I, 2005, nr. 2 (126 p.); anul II, 2006, nr. 1-2 (176 p.); anul III, 2007, nr. 1 (250 p.).